# NGC 478
NGC 478 je galaksija u zviježđu Kit.

## Vanjske poveznice
- SEDS: NGC 478